# Андрей (Абрамчук)
Митрополит Андре́й (в миру Стефа́н Васи́льевич Абрамчу́к, укр. Степан Васильович Абрамчук; род. 21 января 1949, Тысменица, Украинская ССР) — епископ Православной церкви Украины (с 2019), митрополит Галицкий.
Ранее — епископ Украинской автокефальной православной церкви, митрополит Галицкий, управляющий Ивано-Франковский епархией, священноархимандрит Спасо-Преображенского Угорницкого монастыря.

## Биография
Родился 21 января 1949 городе в городе Тысменица в Ивано-Франковской области.
В 1968 году окончил Городенковское ПТУ, а по его окончании работал в Тисменицком отделении предприятия «Сельхозтехника».
С 1970 по 1974 год обучался в Одесской духовной семинарии, а с 1978 по 1982 год заочно в Московской духовной академии.
21 января 1974 года в состоянии целибата был рукоположён в сан иерея, а в 1975 году направлен на служение в Ивано-Франковскую епархию Московского патриархата. С 1979 по 1982 год служил в городе Галиче, а с 1982 по 1983 год служил в кафедральном соборе города Ивано-Франковска. С 1983 по 1988 год служил в патриарших православных приходах в Канаде. В 1988 году был назначен настоятелем кафедрального собора в Ивано-Франковске.
В 1990 году протоиерей Стефан Абрамчук был запрещён в служении за уклонение в раскол и присоединение к Украинской автокефальной православной церкви. Вскоре принял монашеский постриг с наречением имени Андрей.
31 марта 1990 года в селе Михайлевичи Дрогобычского района Львовской области была совершена первая хиротония восстановленной УПАЦ: Василий (Боднарчук) был рукоположён во «епископа Тернопольского и Бучацкого». Хиротонию возглавил Викентий Чекалин, бывший диакон Русской православной церкви, лишённый сана за двоежёнство, но выдававший себя за «епископа Яснополянского» Русской православной церкви заграницей. Чекалину сослужил родной брат Василия, бывший иерарх Русской православной церкви Иоанн (Боднарчук), к тому времени лишённый сана и монашества за уклонение в раскол. Хиротония была совершена без соборного обсуждения и избрания кандидата, спешно, тайком и в обход Церковной рады УАПЦ. Не был поставлен в известность даже глава УАПЦ в США митрополит Мстислав (Скрипник). 7 апреля того же года Иоанн (Боднарчук), Викентий Чекалин и Василий (Боднарчук) рукоположили Андрея (Абрамчука) во «епископа Ивано-Франковского и Коломыйского».
В июне 1990 года получил титул митрополита Галицкого.
25 июня 1992 года в Киев для участия в Соборе УАПЦ прибыли её архиереи, за исключением епископов Тернопольского Василия (Боднарчука) и Львовского Петра (Петруся). На Собор явились также экстремистски настроенные депутаты Верховной рады Украины, которые в ультимативной форме потребовали от епископов УАПЦ объединиться с Филаретом, угрожая в противном случае расправой. Тем не менее три епископа УАПЦ, в том числе Андрей (Абрамчук), покинули собрание, отказавшись от объединения с Филаретом. Позже Абрамчук всё-таки вошёл в состав УПЦ КП.
Осенью 1995 года вновь присоединился к УАПЦ.
В 2000 году подвергался запрещению в священнослужении со стороны Архиерейского собора УАПЦ и патриарха Киевского Димитрия (Яремы).
21 августа 2006 года назначен главой комиссии по переговорам с Украинской православной церковью (Московского патриархата).
18 октября 2016 года в связи с временным отстранением от управления своей епархией архиепископа Мстислава (Гука) Собором епископов УАПЦ назначен временным управляющим Тернопольской и Подольской епархией.
18 февраля 2019 года в Манявском ските принял участие в молебне в честь дарения томоса ПЦУ. В тот же день был награждён президентом Петром Порошенко орденом «За заслуги» II степени..

## Награды
- Орден «За заслуги» II степени (13 января 2019 года) — за вклад в утверждение духовности, милосердия и межконфессионального согласия, весомые личные заслуги в развитии независимой Православной Церкви Украины, многолетнее добросовестное служение Украинскому народу[10]